# Jana Mlakar
Jana Mlakar (* 11. Mai 1962 in Jesenice) ist eine ehemalige jugoslawische Skilangläuferin.
Mlakar, die für den SK Kranjska Gora startete, trat international erstmals bei den Weltmeisterschaften 1982 in Oslo in Erscheinung. Dort kam sie auf den 42. Platz über 10 km und auf den 40. Rang über 5 km. Bei den Olympischen Winterspielen 1984 in Sarajevo belegte sie den 34. Platz über 5 km, den 30. Rang über 10 km und zusammen mit Metka Munih, Andreja Smrekar und Tatjana Smolnikar den zehnten Platz in der Staffel.